# Équipe de Belgique féminine espoir de kayak-polo
L'équipe de Belgique féminine espoir de kayak-polo est l'équipe féminine espoir qui représente la Belgique dans les compétitions majeures de kayak-polo.
Elle est constituée par une sélection des meilleures joueuses belges âgées de moins de 21 ans.

## Joueuses de la sélection 2007
Sélection pour les Championnats d'Europe de kayak-polo 2007
| Numéro | Nom                   | Club | Date de naissance |
| ------ | --------------------- | ---- | ----------------- |
| ?      | Inge Leenaerts        |      |                   |
| ?      | Jasmine Schaerlaekens |      |                   |
| ?      | Laure Soulliaert      |      |                   |
| ?      | Nelleke Vangeel       |      |                   |
| ?      | Kim Van Hove          |      |                   |
| ?      | Isis Vlaominck        |      |                   |